# 姚昌籙
姚昌籙（？—？），號宇藉，山西平阳府临晋县民籍。明朝政治人物。

## 生平
萬曆三十七年（1609年）己酉科山西鄉試舉人，天啓二年（1622年）壬戌科進士。初授行人司行人，三年六月与正使太仆寺少卿洪瞻祖一起册封荆府富顺王朱常湢并继妃王氏。四年十月护送故都御史孙玮丧回籍。六年擢吏部稽勋司主事，调验封司，管册库。七年调考功，调文选，七年五月陕西乡试主考，升文选司员外郎、稽勋司郎中，给假。崇祯十年起南京兵部主事，升武选司郎中。十一年调南吏部稽勋司郎中，十二年升浙江扬州道右参议。弟姚昌祚，號仍藉，天啓七年丁卯举人，官河南新野、泌阳二知县，有勇力，素习武技，张献忠攻下信阳后直趋泌阳，杀十余人，不敌被俘，不屈骂贼而死，以殉难赠河南按察司佥事。子在绅、侄在钧偕死焉。

## 家族
曾祖姚景玉。祖姚登雲。父姚维新，万历七年己卯科举人，历广宗知县、深州知州。